# Wellington (Shropshire)
Wellington is een civil parish in het bestuurlijke gebied Telford and Wrekin, in het Engelse graafschap Shropshire met 21.352 inwoners.

## Geboren
- Nigel Rogers (1935-2022), tenor, dirigent en muziekpedagoog
- Steve Beresford (1950), pianist, multi-instrumentalist, componist en arrangeur
- Paul Blackthorne (1969), acteur en fotograaf

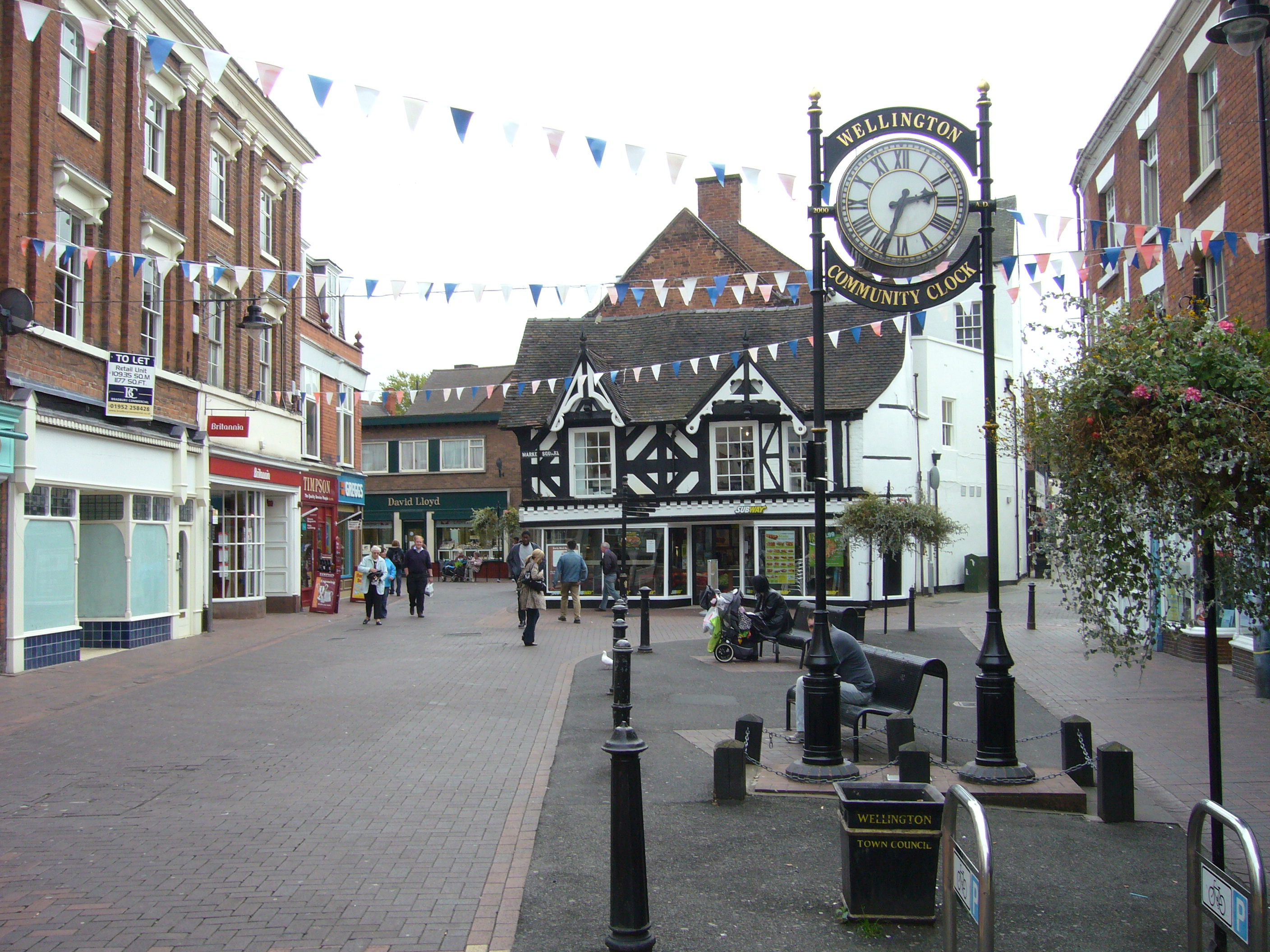
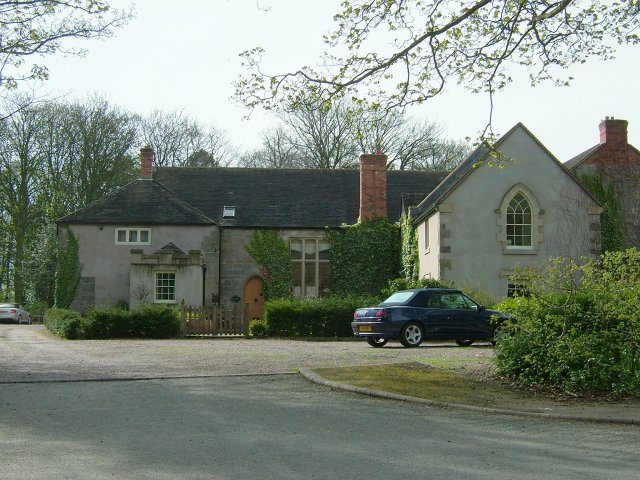
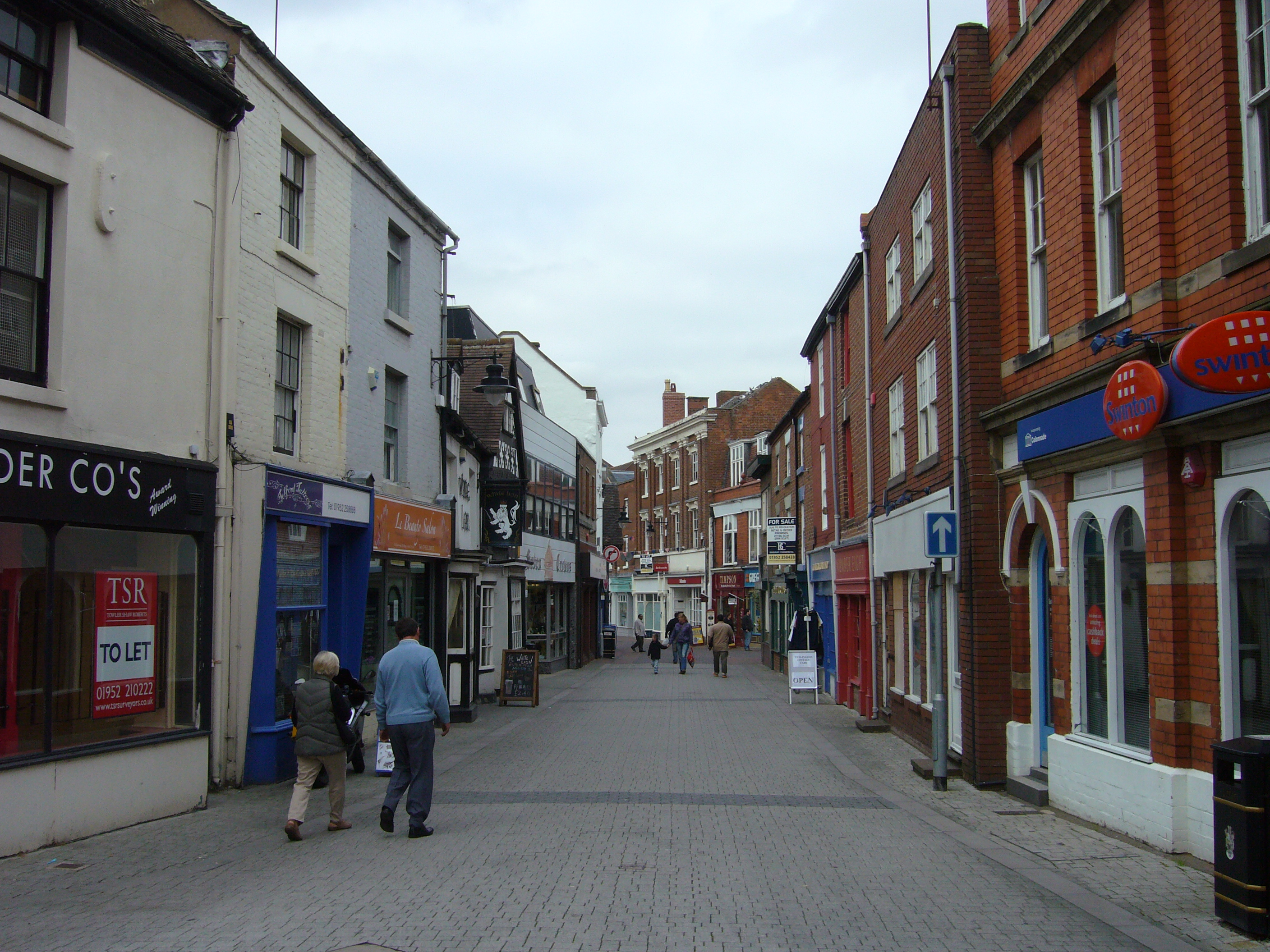
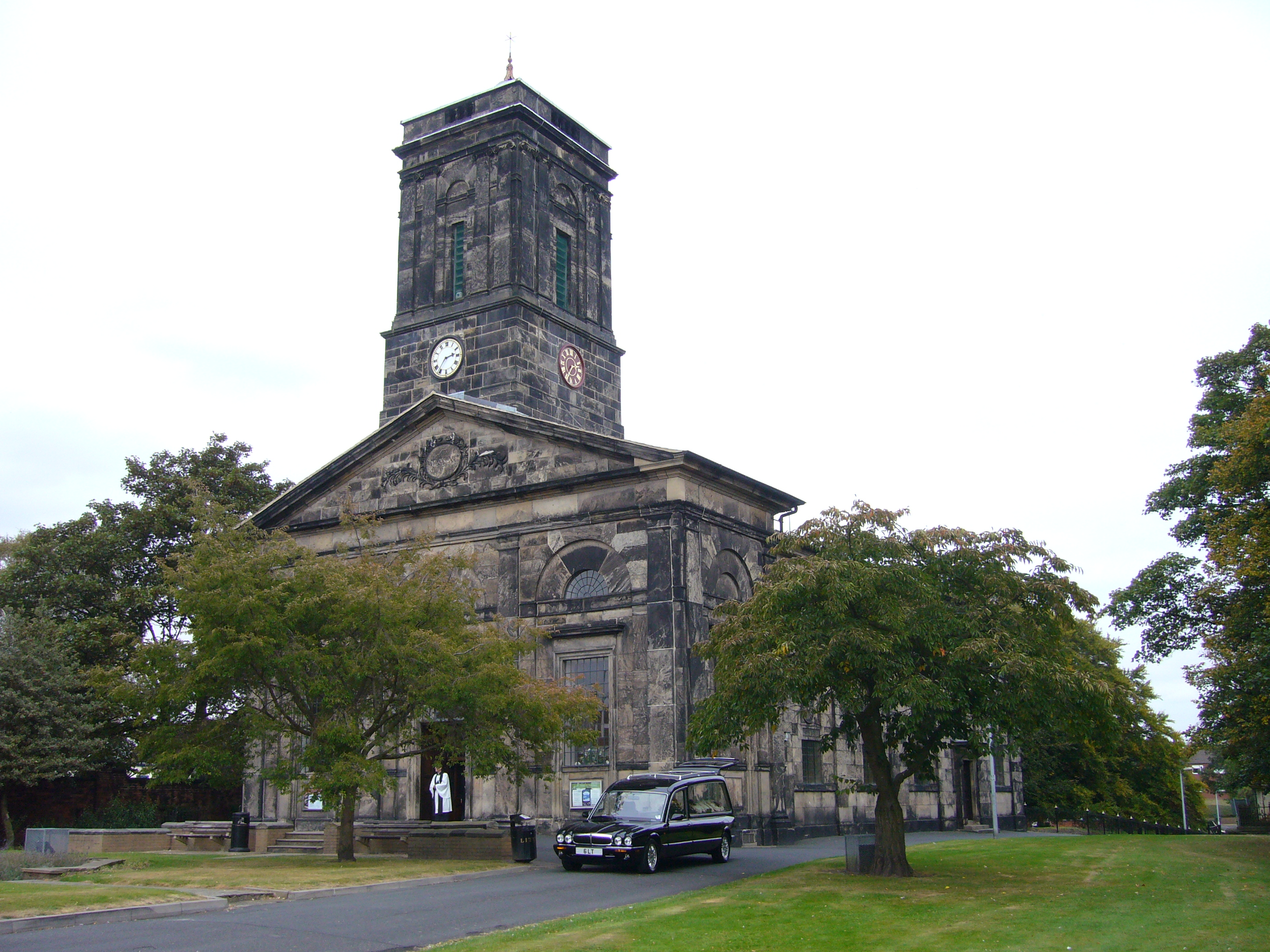
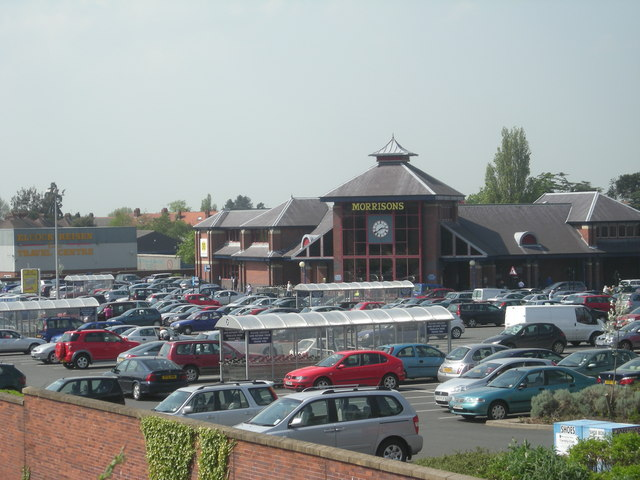
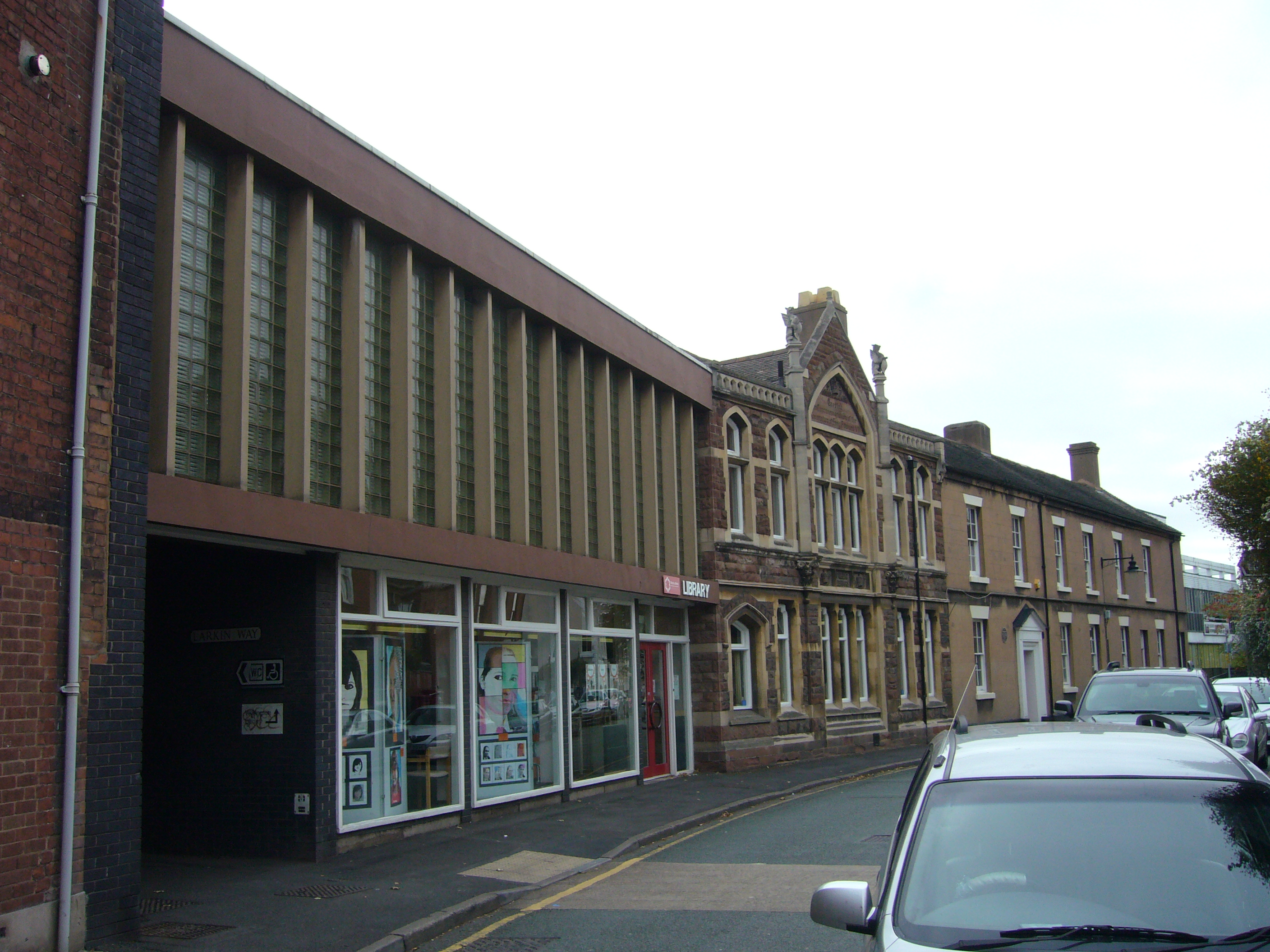